# Li Xiannian

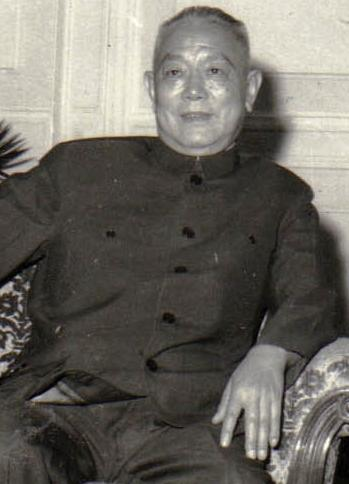
Li Xiannian im Jahre 1974 in Rumänien

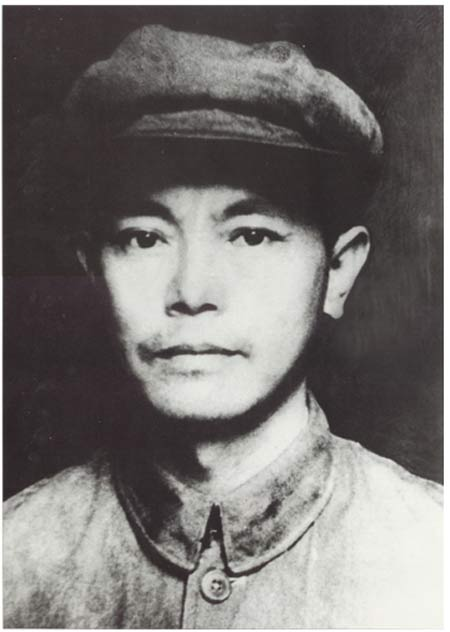
Li Xiannian als Guerillaführer vor 1937

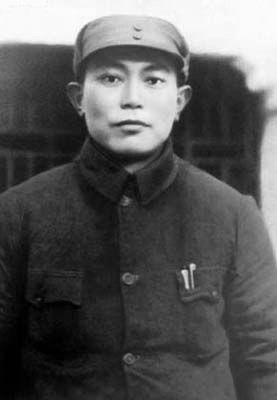
Li Xiannian 1946

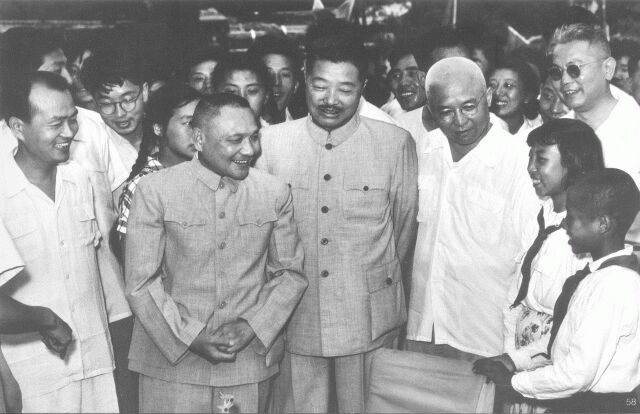
Li Xiannian (rechts) auf Feiern zum Kindertag 1956

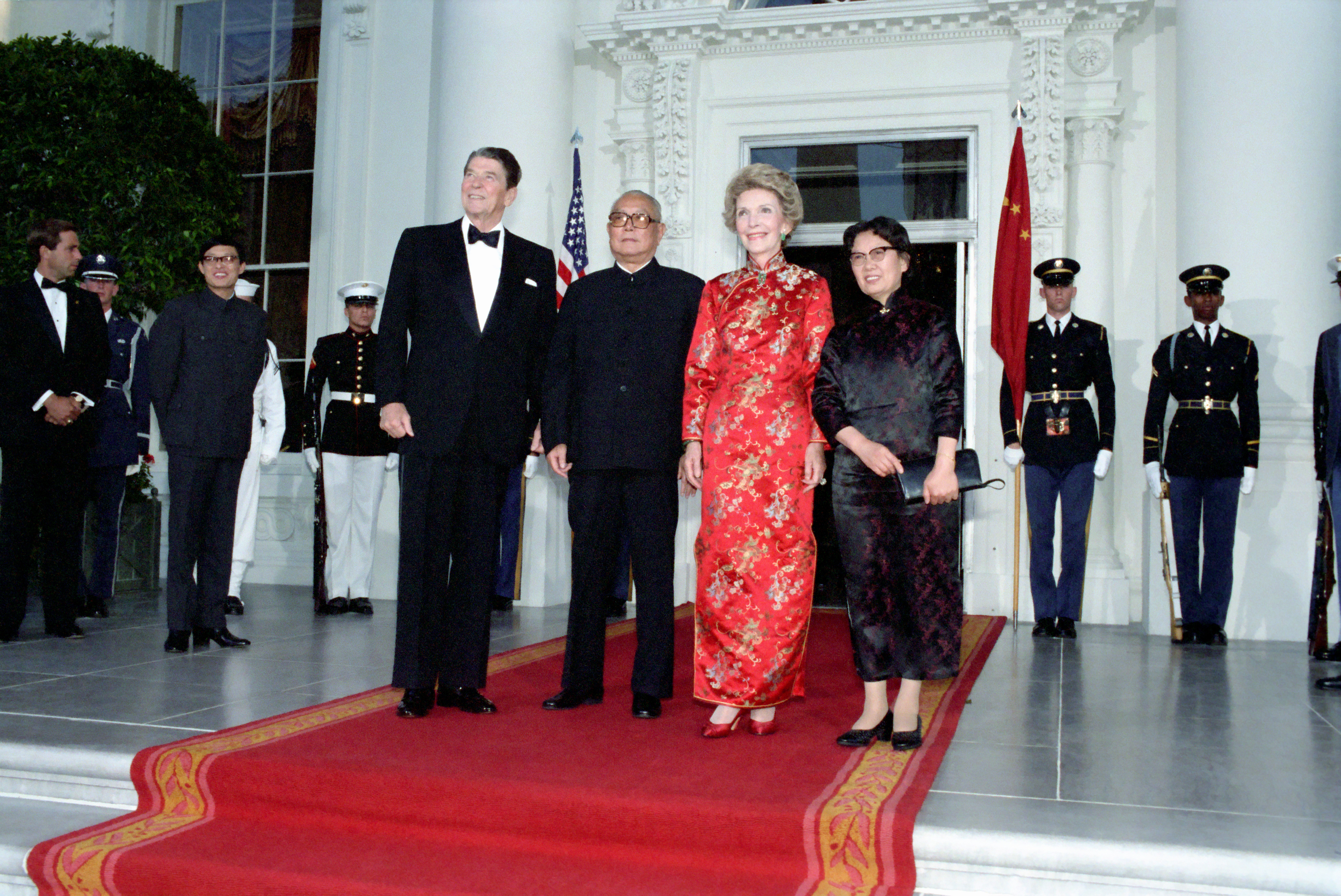
Li Xiannian und Frau Lin Jiamei zu Besuch bei Ronald und Nancy Reagan, 1985

Li Xiannian (chinesisch 李先念, Pinyin Lǐ Xiānniàn, W.-G. Li Hsien-nien; * 23. Juni 1909 in Hong’an (Hubei); † 21. Juni 1992 in Peking) war ein kommunistischer Militärführer, Politiker, Finanzminister und Staatspräsident der Volksrepublik China von 1983 bis 1988. Li gehörte zur Ersten Chinesischen Führungsgeneration und zählt zu den Acht Unsterblichen der kommunistischen Partei Chinas.

## Jugend bis Langer Marsch
Li war Sohn armer Bauern und begann als Jugendlicher eine Schreiner-Ausbildung, abgesehen davon besuchte er nur kurzzeitig die Schule. Er begann seine militärische Laufbahn 1926 als Soldat in der Armee von Chiang Kai-shek während des Nordfeldzuges, mit dem Chiang das nach der Xinhai-Revolution politisch zersplitterte China wieder vereinigen wollte. Im Jahre 1927 zerbrach die Erste Einheitsfront aus Kommunistischer Partei und Kuomintang, so dass die Kommunisten in den Untergrund gehen mussten. Li kehrte in seine Heimat zurück und betätigte sich in einer der kommunistischen Jugendorganisationen. Gegen Ende 1927 führte er Bauern im Hong’an-Machang-Aufstand an, im Dezember 1927 trat der der Kommunistischen Partei bei. Im Jahre 1928 schloss er sich der Roten Armee an und wurde Vorsitzender der Sowjetregierung von Hong’an. Von da ab diente er in mehreren Positionen in verschiedenen kommunistischen Lokalregierungen.
Im Jahre 1931 wurde Li politischer Kommissar eines Regiments der kurz zuvor gegründeten 4. Frontarmee. Zusammen mit dem damaligen Regimentskommandeur Xu Xiangqian stieg Li in der Roten Armee auf, bis er im Dezember 1932 Mitglied des Militärkomitees Nordwest und im Jahre 1934 Mitglied des Zentralen Exekutivkomitees der Chinesischen Sowjetrepublik wurde. Li war Teil der Truppen, die Anfang 1933 unter dem Druck der Kuomintang den Eyuwan-Sowjet aufgeben mussten und in Nord-Sichuan ein neues Basisgebiet einrichteten. Dort trafen sie im Sommer 1935 auf die am Rande der Vernichtung stehende 1. Frontarmee von Mao Zedong und Zhu De, die mit dem Langen Marsch den Jiangxi-Sowjet evakuiert hatten. Die Anführer der beiden kommunistischen Armeegruppen, Zhang Guotao und Mao Zedong, zerstritten sich jedoch kurze Zeit später und Li gehörte zu den Truppen Zhangs, die in Richtung Westen weiterziehen sollten. Lis 30. Armee spielte hierbei die Rolle der Vorhut in sehr gebirgigem Gebiet in West-Sichuan, im Oktober 1936 überquerten Lis Truppen den Gelben Fluss und zogen ins heutige Ningxia, im Frühling erreichten sie die Grenze zwischen Gansu und Xinjiang. Lis Truppen wurden bei diesen Manövern vor allem von den Truppen Ma Bufangs schwer angegriffen und stark dezimiert, sie spielten jedoch die wichtige Rolle, die Westflanke der Roten Armee abzusichern. Im Dezember 1937 traf Li mit den verbliebenen Soldaten in Yan’an ein, das sich in der Zwischenzeit zur stärksten kommunistischen Basis entwickelt hatte.

## Krieg gegen Japan und Bürgerkrieg
In Yan’an besuchte Li zunächst die gegen Japan gerichtete Universität für Militär und Politik. Nach der Bildung der Zweiten Einheitsfront wurde Li 1938 nach Hubei gesendet, um Guerilla-Einheiten der Kommunistischen Partei gegen die japanische Armee zu führen. Er war in dieser Phase an der Aufstellung der Neuen 4. Armee und ihrer Neuorganisation nach dem Anhui-Zwischenfall beteiligt. Er wurde politischer Kommissar der 5. Division dieser Armee, später auch des Militärbezirks Hubei-Henan-Anhui-Hunan-Jiangxi. Im Juni 1945 wurde er in das Zentralkomitee gewählt, bei der Kapitulation Japans war er Kommandeur des Militärbezirks Zentralebene und stellvertretender Parteisekretär des KP-Büros für die Zentralebene.
Nach Ausbruch des chinesischen Bürgerkrieges stand Li einer zahlen- und ausrüstungsmäßig überlegenen Kuomintang-Armee gegenüber. Er konnte sich den Angriffen eine Zeitlang widersetzen, sandte dann jedoch einen Teil seiner Truppen nach Jiangsu, wo sie die Armee von Chen Yi und Su Yu verstärkten, und zog selbst in Richtung Norden, wo er die Truppen um Maos Basis in Nord-Shaanxi verstärkte. Im Jahre 1947 nahm Li am Feldzug in die Dabie-Berge teil, den ein Teil der 8. Marscharmee unter dem Kommando von Liu Bocheng und Deng Xiaoping durchführte, um durch die Bedrohung großer Bevölkerungszentren Chiangs Truppen in der Zentralebene zu binden. Aufgrund der Nähe zu Lis Heimat wurde er zum Vorsitzenden des neuen Parteibüros für die Zentralebene bestimmt. Danach nahm er am Huaihai-Feldzug und, nachdem die kommunistische Feldarmee der Zentralebene den Jangtsekiang überquert und in Richtung Südwest-China gezogen war, blieb er in Hubei und wurde dort Vorsitzender des kommunistischen Parteikomitees und der Volksbefreiungsarmee. Im Mai 1949 wurde er Vorsitzender der Übergangsregierung von Hubei. Hier blieb er zunächst auch nach Ausrufung der Volksrepublik und wurde 1952 zum Bürgermeister Wuhans bestimmt.

## Volksrepublik China
Nach der Zentralisierung von Partei und Regierung mit der Verabschiedung der Verfassung von 1954 wurde Li Xiannian nach Peking versetzt, wo er stellvertretender Premierminister des Staatsrates, Finanzminister und Mitglied im Nationalen Verteidigungsrat wurde. Auf dem VIII. Parteitag wurde Li auch ins Politbüro gewählt. Im Jahre 1962 wurde er Vorsitzender der Staatlichen Planungskommission. In diesen Positionen spielte Li eine wichtige Rolle, als unter der Führung von Liu Shaoqi und Deng Xiaoping die Wirtschaft nach dem fehlgeschlagenen Großen Sprung nach vorn stabilisiert werden musste. Hier stand Li für einen gemäßigten wirtschafts- und finanzpolitischen Kurs; insgesamt führte der die Wirtschaftspolitik der Volksrepublik während der Abwesenheit von Chen Yun aus der Politik. Während der Kulturrevolution gelang es Li zunächst, sich das Vertrauen Mao Zedongs zu erhalten. Im Jahre 1967 gehörte er jedoch zu jenen hochrangigen Parteimitgliedern, die Kritik am Kurs der Kulturrevolution und ihrer fortschreitenden Radikalisierung äußerten. Trotz der Protektion durch Zhou Enlai gelang es den Linksradikalen um die spätere Viererbande, Lis Strafdegradierung zu veranlassen. Li wurde in ein Sägewerk nördlich von Peking versetzt, wo er bis zu seiner Rehabilitierung körperliche Arbeit zu leisten hatte. Im April 1969 wurde er wieder Mitglied des Zentralkomitees.
Als Zhou Enlai 1975 unheilbar krank wurde, setzte Mao Deng Xiaoping als ersten stellvertretenden Premierminister ein. Li stand in dessen Auseinandersetzungen mit den Radikalen klar auf Seiten Dengs. Als Deng 1976 abgesetzt wurde, wurde auch Li degradiert. Nach Zhous Tod unterstützte Li gemeinsam mit hochrangigen Parteifunktionären und Militärs den neuen Premierminister Hua Guofeng, der auch Maos Erbe nach dessen Tod im September 1976 antrat. In den Machtkämpfen nach Maos Ableben zwischen den Radikalen und den Moderaten drängten erstere auf einen Ausschluss von Li und Ye Jianying aus dem Politbüro – beide waren hoch angesehene Veteranen des Krieges gegen Japan und hatten starke Beziehungen mit der Führung der Volksbefreiungsarmee. Als Gerüchte über einen Staatsstreich der Viererbande aufkamen, ergriff Ye Jianying in Abstimmung mit Li und Hua die Initiative und ließ die Viererbande am 6. Oktober 1976 verhaften. Li wurde danach Mitglied des Ständigen Ausschusses des Politbüros, stellvertretender Vorsitzender des Zentralkomitees und Mitglied des ständigen Ausschusses der Zentralen Militärkommission. In der Phase von 1978 bis 1980, als man über eine mögliche Rückkehr Dengs in die Staats- und Parteiführung diskutierte, begann Li, Deng zu unterstützen. Li missbilligte vor allem Huas Festhalten an maoistischen Konzepten und dem sogenannten Zehnjahresplan zum wirtschaftlichen Wiederaufbau; parallel dazu billigte er die ersten Projekte mit der Einbindung ausländischer Investitionen und unterstützte die Einführung der Ein-Kind-Politik. Im März 1979 übernahm Li den stellvertretenden Vorsitz der Kommission für Wirtschafts- und Finanzpolitik des Staatsrates und unterstützte Deng dabei, Hua aus seinen Partei- und Regierungsämtern zu drängen. Als Hua 1980 kritisiert und 1981 abgesetzt wurde, bot Li Deng die entscheidende Rückendeckung. Ab 1981 war Li zwar Mitglied des Ständigen Ausschusses des Politbüros und äußerte sich zu den wichtigen Themen, die täglichen Entscheidungen wurden jedoch von Deng, Hu Yaobang und Zhao Ziyang getroffen.
Im Juni 1983 wurde Li zum ersten Staatspräsidenten ernannt, er übte diese überwiegend zeremonielle Funktion bis März 1988 aus. Anschließend war er bis zu seinem Tod Vorsitzender der Politischen Konsultativkonferenz des chinesischen Volkes, die Deng geschaffen hatte, um verdiente Politiker in Ehren in den Ruhestand verabschieden zu können. In diesen Funktionen stellte sich Li auf die Seite der Konservativen, als Deng mit Wirtschaftspolitikern um Chen Yun um die Geschwindigkeit der Liberalisierungen rang. Li lehnte auch Dengs designierte Nachfolger Hu Yaobang und Zhao Ziyang als zu liberal ab. Er unterstützte im Jahre 1989 die Entscheidung, Militärgewalt anzuwenden, um die Proteste auf dem Tian’anmen-Platz in Peking zu beenden, Zhao Ziyang stürzen und durch Jiang Zemin zu ersetzen.

## Veröffentlichungen
- Schlussrede auf dem XII. Parteitag der Kommunistischen Partei Chinas. (in: Der XII. Parteitag der Kommunistischen Partei Chinas. Dokumente. Verlag für fremdsprachige Literatur, Beijing 1982.)